# Altlinster
Altlinster (luxembourgeois : Allënster) est une section de la commune luxembourgeoise de Junglinster située dans le canton de Grevenmacher.